# Anglais du Commonwealth

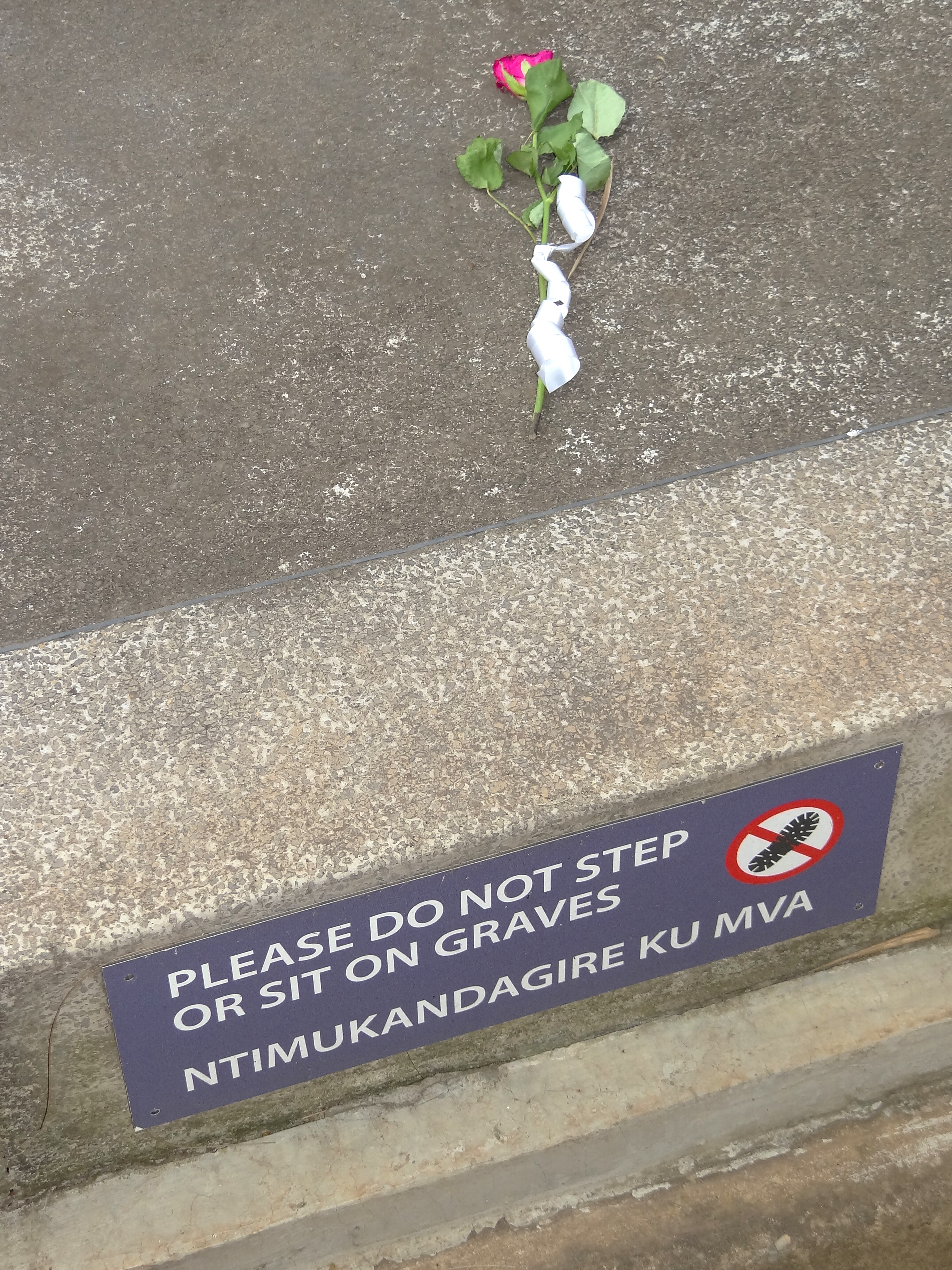
Texte en anglais et en kinyarwanda à Kigali au Rwanda. Le Rwanda, pays du Commonwealth, n'a jamais fait partie de l'Empire britannique.

L'anglais du Commonwealth désigne l'anglais tel qu'il est pratiqué dans le Commonwealth ; le terme est le plus souvent interchangeable avec l'anglais britannique, mais il est également utilisé pour faire la distinction entre l'anglais britannique et celui du reste du Commonwealth. L'anglais dans le Commonwealth est diversifié, et de nombreuses régions ont développé leurs propres variétés locales de la langue. Le statut officiel de l'anglais varie ; au Bangladesh, il n'a aucun statut officiel mais est largement utilisé, de même qu'à Chypre, il n'est pas officiel mais est utilisé comme lingua franca,.  
L'utilisation de la langue anglaise dans les pays actuels et anciens du Commonwealth est en grande partie un héritage de la colonisation britannique, à quelques exceptions près. L'anglais fait partie de la culture commune du Commonwealth et sous-tend les relations entre les pays du Commonwealth,. 
L'anglais écrit dans les pays du Commonwealth actuels et anciens privilégie généralement l'orthographe de l'anglais britannique par rapport à celle de l'anglais américain, à quelques exceptions près, notamment au Canada, où l'on observe de fortes influences de l'anglais américain voisin.

## Variétés indigènes

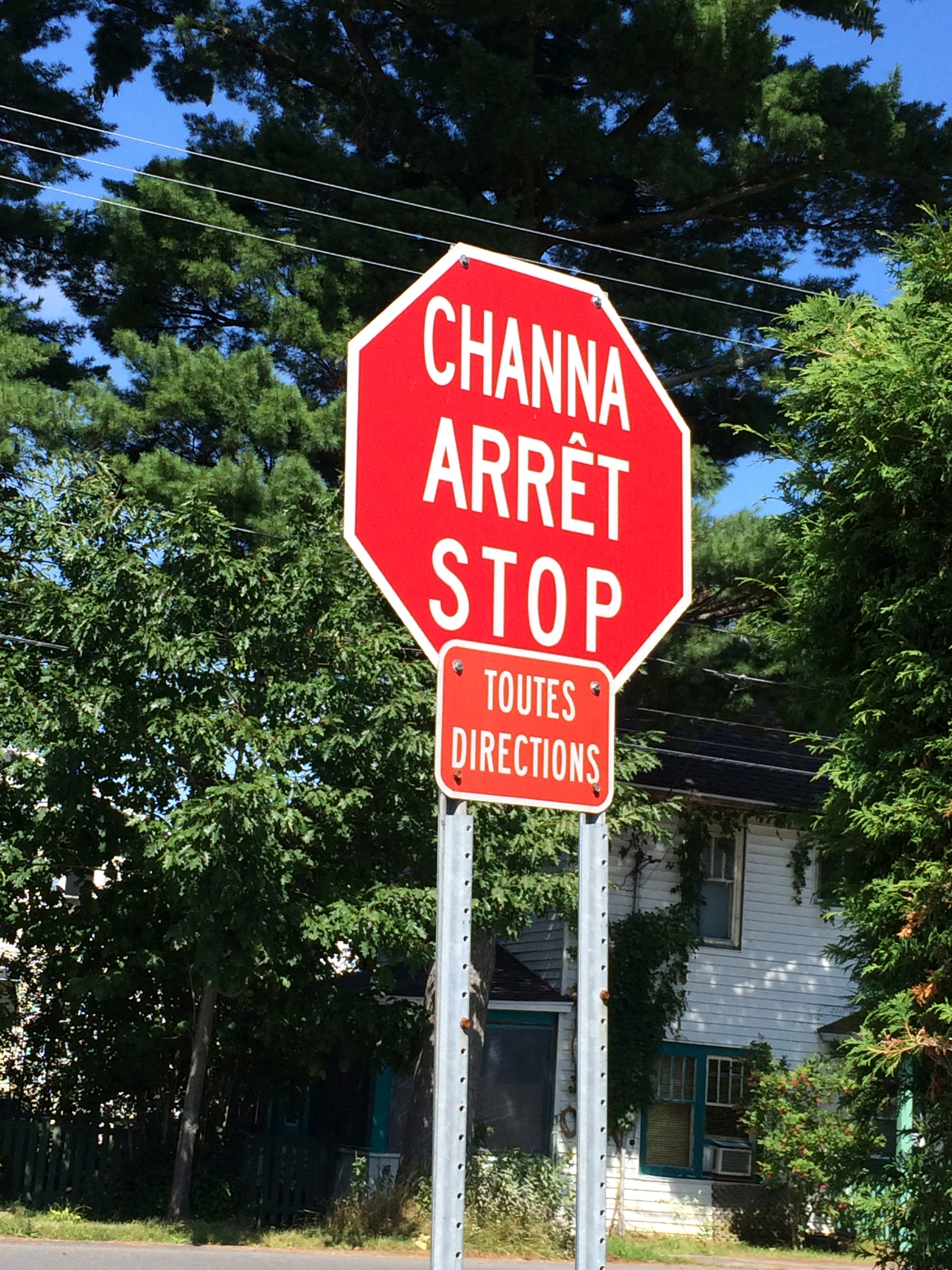
Panneau d'arrêt multilingue dans une réserve indienne au Canada, présentant les langues abénaquise, française et anglaise.

Les variétés d'anglais de l'hémisphère sud ont commencé à se développer au cours du XVIIIe siècle, avec la colonisation de l'Australasie et de l'Afrique du Sud. L'anglais australien et l'anglais néo-zélandais sont étroitement liés l'un à l'autre et partagent certaines similitudes avec l'anglais sud-africain. Néanmoins, l'anglais sud-africain a des influences uniques des langues africaines indigènes et des influences néerlandaises héritées de l'évolution de l'afrikaans, tandis que l'anglais néo-zélandais a beaucoup d'influences de la langue māori,. 
L'anglais canadien contient des éléments de l'anglais britannique et de l'anglais américain, ainsi que de nombreux canadianismes et quelques influences françaises. Il est le produit de plusieurs vagues d'immigration et de colonisation, en provenance du Royaume-Uni, d'Irlande, de France, des États-Unis et du monde entier, sur une période de plus de deux siècles,.
Dans de nombreux pays du Commonwealth, il existe une minorité anglophone relativement restreinte au sein d'une population plus nombreuse qui parle l'anglais comme seconde langue ; les Anglo-Indiens parlent l'anglais comme langue maternelle, mais ce n'est pas la première langue de la plupart des Indiens.

### Afrique
Outre l'Afrique du Sud, un certain nombre de pays africains du Commonwealth possèdent des variétés d'anglais autochtones. Une communauté de locuteurs natifs de l'anglais existe au Zimbabwe ; le dialecte du pays présente des caractéristiques de l'anglais britannique, de l'anglais sud-africain et d'autres variétés de l'hémisphère sud de l'anglais du Commonwealth,. Toujours en Afrique australe et sous l'influence historique de l'Afrique du Sud, la Namibie et le Botswana ont leurs propres dialectes,, avec des populations de locuteurs natifs de l'anglais moins nombreuses,. Il en va de même pour le Kenya et l'Ouganda en Afrique de l'Est,.

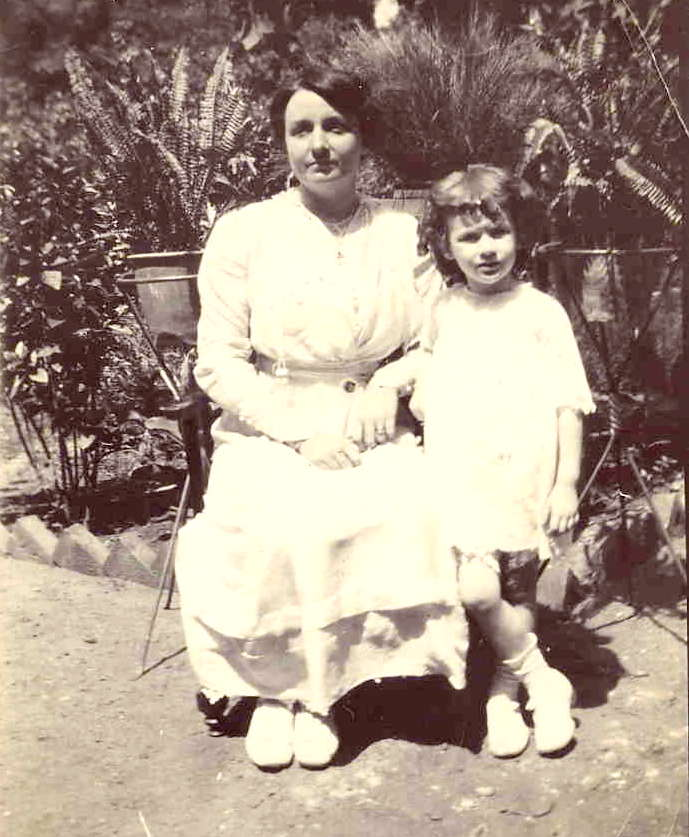
La langue maternelle des Anglo-Indiens est l'anglais, que la plupart des Indiens parlent en tant que seconde langue.

### Caraïbes
L'anglais des Caraïbes s'inspire de l'anglais britannique et des langues d'Afrique de l'Ouest. Il est influencé par le contact constant avec les créoles de langue anglaise. L'influence de l'hindoustani et d'autres langues d'Asie du Sud est considérable dans les pays où la population est de langue indienne, notamment à Trinité-et-Tobago et en Guyane. L'anglais jamaïcain et l'anglais barbadien sont influencés par l'anglais irlandais.

## Variétés non indigènes
Les variétés d'anglais de seconde langue en Afrique et en Asie ont souvent fait l'objet d'une « indigénisation », c'est-à-dire que chaque communauté anglophone a développé (ou est en train de développer) ses propres normes d'utilisation, souvent sous l'influence des langues locales. Ces dialectes sont parfois qualifiés de nouveaux anglais ; la plupart d'entre eux ont hérité de la non-rhôticité de l'anglais britannique méridional.

### Afrique

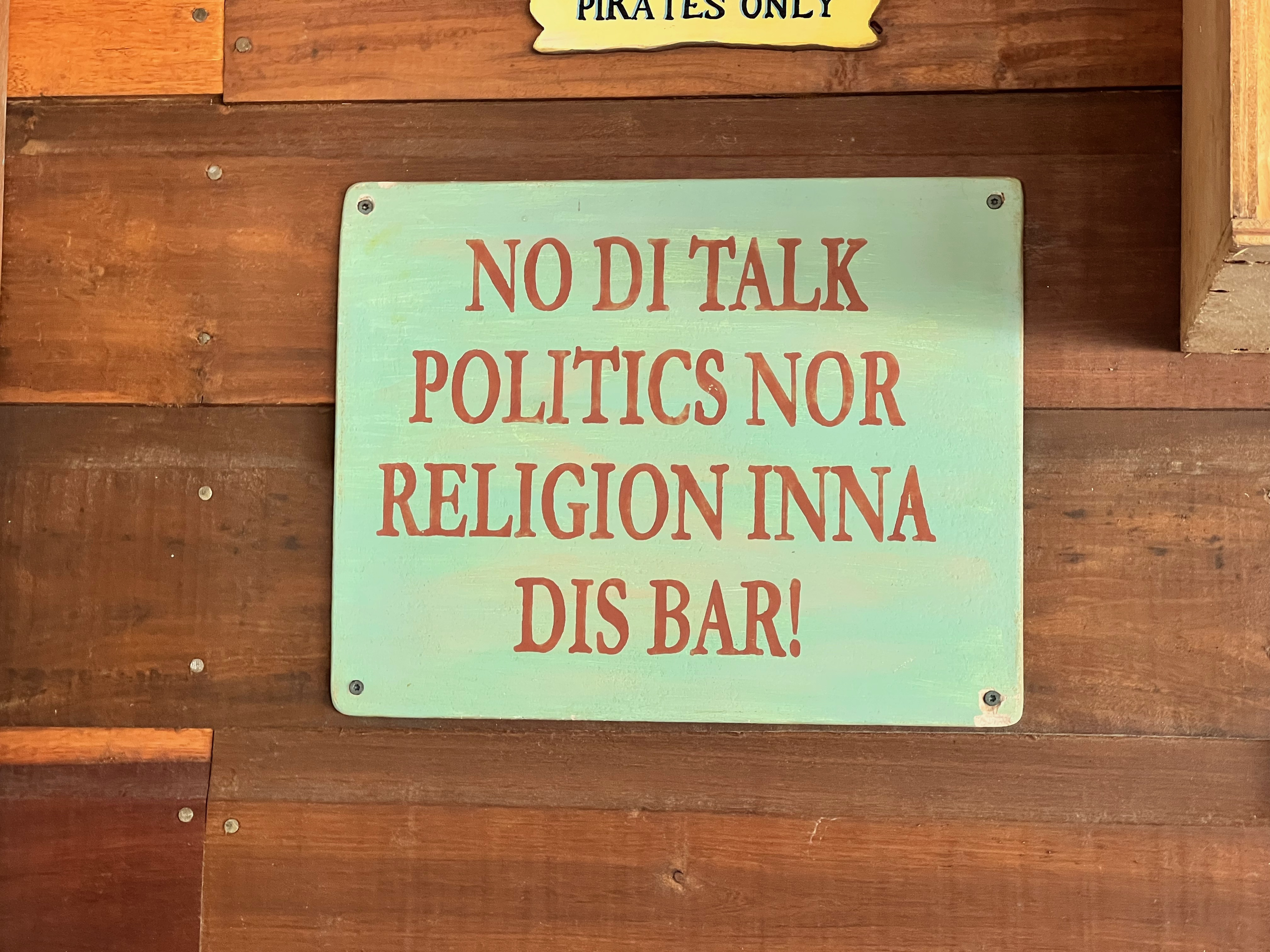
Signe en kriol, un créole à base lexicale anglaise.

Il existe plusieurs dialectes de l'anglais d'Afrique de l'Ouest, avec des variations régionales considérables, bien qu'il y ait un ensemble de tendances communes dans la prononciation. L'anglais nigérian et l'anglais ghanéen sont les variétés qui comptent le plus grand nombre de locuteurs. L'anglais a également un statut officiel ou national en Sierra Leone, dans les régions anglophones du Cameroun, en Gambie et à Sainte-Hélène, un territoire britannique. Il a également un statut officiel au Liberia, qui n'est pas un pays du Commonwealth mais dont l'histoire est liée aux États-Unis,. 
Des variétés nationales d'anglais sont également parlées au Kenya, en Ouganda et en Tanzanie.
Avant l'admission du Togo à la réunion des chefs de gouvernement du Commonwealth de 2022, le ministre togolais des Affaires étrangères Robert Dussey a déclaré qu'il s'attendait à ce que l'adhésion au Commonwealth offre aux citoyens togolais la possibilité d'apprendre l'anglais, et a fait remarquer que le pays cherchait à resserrer ses liens avec le monde anglophone.

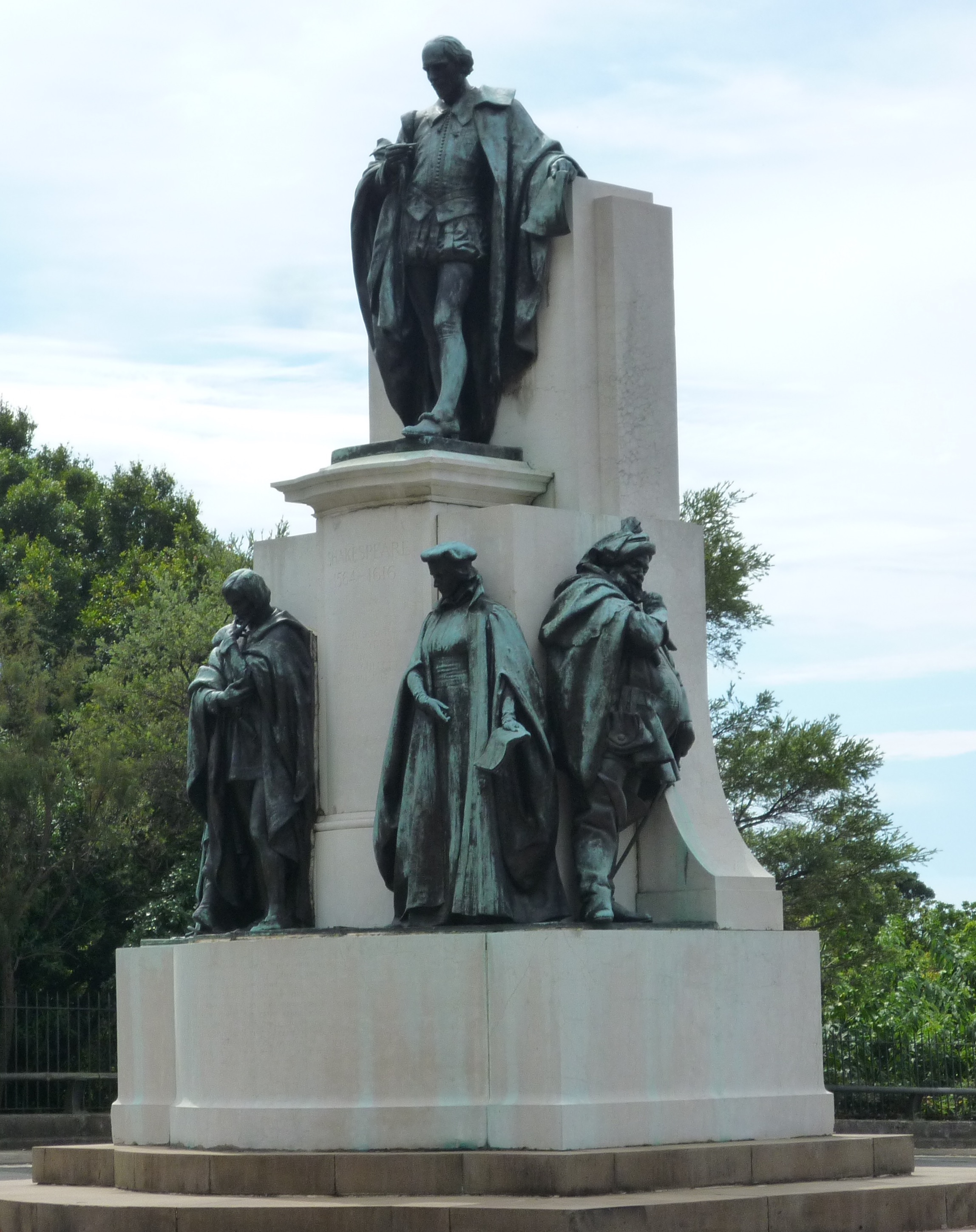
Memorial de William Shakespeare à Sydney en Australie. L'anglais fait partie de la culture commune du Commonwealth.

### Asie

#### Hong Kong
Hong Kong a cessé de faire partie du Commonwealth en tant que territoire britannique en 1997. Néanmoins, la langue anglaise y jouit toujours d'un statut officiel.

#### Sous-continent indien
L'anglais a été introduit dans le sous-continent par le Raj britannique. L'Inde a la plus grande population anglophone du Commonwealth, même si, comparativement, très peu de locuteurs de l'anglais indien sont des locuteurs de première langue,. [Il en va de même pour l'anglais parlé dans d'autres parties de l'Asie du Sud, notamment l'anglais pakistanais, l'anglais sri-lankais, l'anglais bangladais et l'anglais du Myanmar ; bien que le Myanmar ne soit pas un pays du Commonwealth, l'anglais est la langue maternelle de la population anglo-birmane. L'anglais sud-asiatique est relativement homogène dans le sous-continent, bien qu'il existe certaines différences basées sur divers facteurs régionaux.

#### Archipel malaisien
L'anglais de l'Asie du Sud-Est comprend l'anglais de Singapour, l'anglais malaisien et l'anglais de Brunei, ainsi que d'autres variétés dans des pays qui ne font pas partie du Commonwealth ; il n'est pas seulement le résultat de la colonisation britannique, mais aussi de la colonisation américaine (comme dans le cas des Philippines) et de la mondialisation. Il a interagi avec diverses écologies locales, façonnant sa forme, sa fonction et son statut dans la région.